# جیم دریک
جیم دریک (انگلیسی: Jim Drake) کارگردان سینما و تلویزیون اهل ایالات متحده آمریکا بود. وی بین سال‌های ۱۹۷۴ تا ۲۰۰۸ میلادی فعالیت می‌کرد.
او دانش‌آموختهٔ دانشگاه کلمبیا و دانشگاه استنفورد است.
از فیلم‌ها یا مجموعه‌های تلویزیونی که وی در آن‌ها نقش داشته است می‌توان به دانشکده پلیس ۴ اشاره نمود.